# Маневич Йосип Мойсейович
Маневич Йосип Мойсейович (22 вересня 1907, Казань, Росія — 30 листопада 1976, Москва) — радянський російський сценарист, викладач. Доктор мистецтвознавства (1972).
Закінчив літературний факультет Московського державного університету ім. М. Ломоносова (1930) та аспірантуру Всесоюзного державного інституту кінематографії (1936). 
Був головним редактором Міністерства кінематографії УРСР по Київській і Одеській кіностудіях, «Мосфільму». Викладав у Всесоюзному державному інституті кінематографії.
Автор сценаріїв українських фільмів:
- «Педагогічна поема» (1955, у співавт.),
- «Прапори на баштах» (1958, у співавт.),
- «400 біографій» (1968, у співавт.);

радянських  фільмів: «Сліпий музикант» (1960, реж. Т. Лукашевич), «Великі і маленькі» (1963), «Гіперболоїд інженера Гаріна» (1965) та ін.
Автор ряду книг і багатьох статей з кіномистецтва.
Член Спілки кінематографістів СРСР.